# Liste der Baudenkmale in Lübben (Spreewald)
Die Liste der Baudenkmale in Lübben (Spreewald) enthält alle Baudenkmale der brandenburgischen Gemeinde Lübben (Spreewald) und ihrer Ortsteile. Grundlage ist die Landesdenkmalliste mit Stand vom 31. Dezember 2020. Die Bodendenkmale sind in der Liste der Bodendenkmale in Lübben (Spreewald) aufgeführt.

## Baudenkmale in den Ortsteilen
In den Spalten befinden sich folgende Informationen:
- ID-Nr.: Die Nummer wird vom Brandenburgischen Landesamt für Denkmalpflege vergeben. Ein Link hinter der Nummer führt zum Eintrag über das Denkmal in der Denkmaldatenbank. In dieser Spalte kann sich zusätzlich das Wort Wikidata befinden, der entsprechende Link führt zu Angaben zu diesem Denkmal bei Wikidata.
- Lage: die Adresse des Denkmales und die geographischen Koordinaten. Link zu einem Kartenansichtstool, um Koordinaten zu setzen. In der Kartenansicht sind Denkmale ohne Koordinaten mit einem roten beziehungsweise orangen Marker dargestellt und können in der Karte gesetzt werden. Denkmale ohne Bild sind mit einem blauen bzw. roten Marker gekennzeichnet, Denkmale mit Bild mit einem grünen beziehungsweise orangen Marker.
- Bezeichnung: Bezeichnung in den offiziellen Listen des Brandenburgischen Landesamtes für Denkmalpflege. Ein Link hinter der Bezeichnung führt zum Wikipedia-Artikel über das Denkmal.
- Beschreibung: die Beschreibung des Denkmales
- Bild: ein Bild des Denkmales und gegebenenfalls einen Link zu weiteren Fotos des Baudenkmals im Medienarchiv Wikimedia Commons

### Börnichen(Bernichowc)
| ID-Nr.   | Lage               | Bezeichnung                                  | Beschreibung                                                                                              | Bild           |
| -------- | ------------------ | -------------------------------------------- | --- | -------------- |
| 09140489 | An der L 42 (Lage) | Wegweiser, am Ortsausgang Richtung Schlepzig | | weitere Bilder |
| 09140339 | Börnichen 1 (Lage) | Forsthaus „Alte Försterei“                   | Das Forsthaus wurde 1801 bis 1815 errichtet. Es ist verputzt und mit einem Krüppelwalmdach abgeschlossen. | weitere Bilder |

### Bukoitza(Bukojca)
| ID-Nr.   | Lage                   | Bezeichnung        | Beschreibung                                                                                    | Bild           |
| -------- | ---------------------- | ------------------ | ----------------------------------------------------------------------------------------------- | -------------- |
| 09140260 | An der Bukoitza (Lage) | Ausflugsgaststätte | Das Gasthaus ist ein eingeschossiges historisches Holzgebäude und steht am Ufer des Eichkanals. | weitere Bilder |

### Lubolz(Lubolce)
| ID-Nr.   | Lage                           | Bezeichnung                                                                        | Beschreibung | Bild                                                                               |
| -------- | ------------------------------ | ---------------------------------------------------------------------------------- | --- | ---------------------------------------------------------------------------------- |
| 09140518 | B 115 (Lage)                   | Meilenstein „XI Meilen bis Berlin“, zwischen den Abfahrten Niewitz und Treppendorf | Der Meilenstein an der B 115 steht direkt hinter der Leitplanke. | Meilenstein „XI Meilen bis Berlin“, zwischen den Abfahrten Niewitz und Treppendorf |
| 09140147 | Lubolzer Hauptstraße (Lage)    | Fachwerkkirche                                                                     | Die Dorfkirche Lubolz entstand 1692–1694 als Fachwerkbau. Der Grundriss des Kirchenschiffs ist rechteckig. An der Ostseite befindet sich eine dreiseitige Apsis. Über dem Westgiebel thront ein verbretterter, querrechteckiger Dachreiter. Bemerkenswert ist eine dort befindliche auf das Jahr 1694 datierte rundbogige Tür mit handgeschmiedetem Aufsatzschloss. Das Dach der Kirche ist als Satteldach ausgeführt und zum Chor hin abgewalmt. | weitere Bilder                                                                     |
| 09140402 | Lubolzer Hauptstraße 22 (Lage) | Fachwerkhaus mit Wirtschaftsgebäude                                                | | Fachwerkhaus mit Wirtschaftsgebäude                                                |
| 09140401 | Lubolzer Hauptstraße 30 (Lage) | Fachwerkhaus mit Scheune                                                           | | Fachwerkhaus mit Scheune                                                           |
| 09140463 | Lubolzer Hauptstraße 61 (Lage) | Großbauernscheune                                                                  | | Großbauernscheune                                                                  |

### Lübben (Spreewald)(Lubin (Błota))
| ID-Nr.            | Lage | Bezeichnung | Beschreibung | Bild |
| ----------------- | --- | --- | --- | --- |
| 09140214          | (Lage) | Parkanlage Hain mit Schleusen, Brücken, Denkmalen und Eingangstor zum alten Friedhof | | weitere Bilder |
| 09140218          | (Lage) | Bank über die Spree (Holzbrücke), südlich von Lindenstraße 18 | Als Bank bezeichnet man die spreewaldtypischen Brücken. | weitere Bilder |
| 09140121          | (Lage) | Rote Brücke (Spreebrücke), östlich von Hartmannsdorf | Es handelt sich um eine 267 Meter lange Eisenbahnbrücke, deren Bau um 1900 begann. Wegen des ständig wiederkehrenden Hochwassers versahen die Ingenieure sie mit 17 Abflussöffnungen. Ein Hochwasser spülte im Jahr 1901 den im Bau befindlichen Pfeiler in der Spree weg, wodurch sich die Bauarbeiten verzögerten. So konnte die Brücke erst am 26. Oktober 1901 vollendet werden. Die Bahnpolizei nahm am 18. November 1901 unter Teilnahme des Landrats Friedrich von Falkenhausen die Strecke ab. Bald darauf begann der regelmäßige Zugbetrieb, wodurch sich nun Fahrzeiten von etwas weniger als zwei Stunden für die Eisenbahnstrecke Lübben–Beeskow ergaben. | weitere Bilder |
| 09140215 Wikidata | (Lage) | Wasserturm, nordwestlich des Hauptfriedhofs | Der 33 Meter hohe Wasserturm wurde 1914/1915 zur Trinkwasser-Versorgung der Stadt nach Plänen des Charlottenburger Architekten Georg Wachsning errichtet. Das Wasser kam aus der Pumpstation in der Majoransheide aus fünf je 100 Meter tiefen Brunnen. Weil die Anlage weder den aktuellen technischen (unter anderem betrug der Druck ein Bar zu wenig) noch den hygienischen Anforderungen entsprach und die Stadt kein Geld zur Sanierung hatte, wurde der Turm im Jahr 1997 stillgelegt. Bis 2012 hat der Eigentümer, die Stadt- und Überlandwerke Lübben (SÜW), den Turm zum Kauf für einen symbolischen Euro angeboten. Ende des Jahres fanden Verhandlungen zwischen der Stadt Lübben und einem potenziellen Käufer statt. Mittels eines Amtsbeschlusses wurde die umgebende Fläche zur Vorbereitung der Wohnnutzung des Turmes freigegeben. Über einen neuen Besitzer ist noch nichts bekannt geworden. | weitere Bilder |
| 09140184 Wikidata | Am Burglehn 12 (Lage)                                                                                               | Fachwerkhaus | | weitere Bilder |
| 09140506          | Am Kleinen Hain 43 (Lage)                                                                                           | Schloss am Hain, einschließlich Reste der alten Stadtmauer | | weitere Bilder |
| 09140222          | Am Markt (Lage) | Paul-Gerhardt-Denkmal | Die überlebensgroße Bronze-Skulptur auf einem steinernen Postament wurde am 27. Juni 1907 an ihrem heutigen Standort eingeweiht. Sie stammt aus dem Atelier des Berliner Bildhauers Friedrich Pfannschmidt und zeigt den Kirchenliederdichter mit einem aufgeschlagenen Notenbuch in der linken Hand und dessen Namenszug am Sockel unter einer stilisierten Lyra. | weitere Bilder |
| 09140209          | Am Markt / Kirchstraße (Lage)                                                                                       | Paul-Gerhardt-Kirche | Die aus Backsteinen errichtete Paul-Gerhardt-Kirche weist ein dreischiffiges Hallenlanghaus auf rechteckigem Grundriss auf. An der Westseite befindet sich ein älterer querrechteckiger Turm mit einem achteckigen Aufsatz. Die Kirche wurde zwischen 1494 und 1550, vermutlich unter Nutzung von Resten eines Vorgängergebäudes, errichtet. Ursprünglich trug sie den Namen Sankt Nikolai. Von 1669 bis zu seinem Tod 1676 war der Liederdichter Paul Gerhardt an der Kirche als Pfarrer tätig. | weitere Bilder |
| 09140013          | An der Exerzierhalle 1 (Lage)                                                                                       | Exerzierhalle der Jägerkaserne | Die Jägerkaserne war Heim des Brandenburgischen Jäger-Bataillons Nr. 3. | weitere Bilder |
| 09140181          | Bahnhofstraße 38 (Lage)                                                                                             | Villa „Tintenfaß“ | | weitere Bilder |
| 09140004          | Bergstraße 3a (Lage)                                                                                                | Gaststätte mit Kegelbahn, Scheune, Hof und Garten | | Gaststätte mit Kegelbahn, Scheune, Hof und Garten |
| 09140829          | Bergstraße 25 (Lage)                                                                                                | Finanzamt Lübben | | weitere Bilder |
| 09140201          | Bergstraße 25a (Lage)                                                                                               | Villa | | Villa |
| 09140193 Wikidata | Berliner Chaussee 2 (Lage)                                                                                          | Schulgebäude | erbaut 1913/14, seit den 1990er Jahren Paul-Gerhardt-Gymnasium | weitere Bilder |
| 09140231          | Berliner Chaussee 15a (Lage)                                                                                        | Plastik „Pony“, vor der Kindertagesstätte | Die aus Kunststein gefertigte Skulptur stammt vom Bildhauer Heinz Mamat und wurde 1971 aufgestellt. | weitere Bilder |
| 09140399          | Brauhausgasse 2/3, 4 (Lage)                                                                                         | Abwasserpumpstation | In dem Haus befindet sich das Feuerwehrmuseum. | Abwasserpumpstation |
| 09140217 Wikidata | Breite Straße (Lage)                                                                                                | Postmeilensäule | | weitere Bilder |
| 09140383          | Breite Straße 1–8, 12–18, 20–24, 24a, 25, 26, Am Haintor 1, Berliner Straße 37, Geschwister-Scholl-Straße 12 (Lage) | Lübbener Neustadt, Ensemble Breite Straße | | Lübbener Neustadt, Ensemble Breite Straße |
| 09140228          | Breite Straße 26 (Lage)                                                                                             | Ladeneinrichtung im Jugendstil | | BW |
| 09140233          | Brückenplatz, Badergasse, Hinter der Mauer, Ernst-von-Houwald-Damm (Lage)                                           | Teile der Stadtbefestigung: Stadtmauerabschnitt an der Westseite mit zwei Türmen (Trutzer, Hexenturm), Stadtmauerabschnitt an der Südseite mit Napoleonsdurchbruch (Hinter der Mauer, Ernst-von-Houwald-Damm), Stadtmauerabschnitt an der Südwestseite (Badergasse) | | Teile der Stadtbefestigung: Stadtmauerabschnitt an der Westseite mit zwei Türmen (Trutzer, Hexenturm), Stadtmauerabschnitt an der Südseite mit Napoleonsdurchbruch (Hinter der Mauer, Ernst-von-Houwald-Damm), Stadtmauerabschnitt an der Südwestseite (Badergasse) |
| 09140018          | Ernst-von-Houwald-Damm 6 (Lage)                                                                                     | Wohnhaus | | weitere Bilder |
| 09140180          | Ernst-von-Houwald-Damm 15 (Lage)                                                                                    | Schlossanlage, bestehend aus Wehrturm, Oberamtshaus, Marstall sowie Verbindungsbauten | Das Schloss Lübben entstand im späten Mittelalter. Zuvor stand hier eine Wasserburg aus dem 12. Jahrhundert. | weitere Bilder |
| 09140227          | Ernst-von-Houwald-Damm 15 (Lage)                                                                                    | Denkmal des Weinbauern (im Museum Schloss Lübben) | | BW |
| 09140205          | Frankfurter Straße 2, 3, 6–15 (Lage)                                                                                | Trüschels Kolonie mit Brunnen | Die Wohnanlage für die Arbeiter des Fabrikanten Arthur Trüschel wurde 1918 erbaut. Die Baupläne lieferte das Berliner Architekturbüro Heider, der Gartenarchitekt Pierre Bourbotte plante die zugehörigen Vorgärten, kleinen Parks und den Springbrunnen. Zum Ende des Ersten Weltkriegs stellte die Materialbeschaffung ebenso ein Problem dar wie die Berechnung der Baukosten. Um dennoch sein Bauprojekt – damals noch außerhalb der Stadt Lübben – zu realisieren, gründete Trüschel eine eigene Bauabteilung, erwarb ein Sägewerk und beschäftigte eigene Bauhandwerker. Mit dem Bau der Wohnhäuschen entstand die nötige Infrastruktur wie ein neues Straßensystem, die Wasser- und Abwassersysteme. | weitere Bilder |
| 09140204          | Frankfurter Straße 23, Radensdorfer Weg 15, 16 (Lage)                                                               | Siedlungswohnungsbau | | Siedlungswohnungsbau |
| 09140674          | Friedensstraße / Bergstraße (Lage)                                                                                  | Litfaßsäule | | weitere Bilder |
| 09140225 Wikidata | Friedensstraße / Virchowstraße (Lage)                                                                               | Sowjetischer Ehrenfriedhof | Der Sowjetische Ehrenfriedhof entstand in den Jahren 1975 bis 1976 nach Plänen von Konrad Heidenreich. Das zentrale Element ist ein Monument des Bildhauers Herbert Burschik. | weitere Bilder |
| 09140216          | Friedrich-Ludwig-Jahn-Straße (Lage)                                                                                 | Überdachtes Wehr am Nordumfluter einschließlich Holzfachwerkschuppen mit eingelagerten Stautafeln, Stautafelwagen sowie verbindender Gleisanlage, nahe Dreilindenweg                                                                                                | | weitere Bilder |
| 09140526 Wikidata | Gartengasse 14 (Lage)                                                                                               | Gemeindeschule | | weitere Bilder |
| 09140208          | Gerichtsstraße 2, 3, Ernst-von-Houwald-Damm 10a (Lage)                                                              | Kreisgericht Lübben | Das von Regierungsbaumeister Otto Hodler entworfene zweigeschossige Gebäude wurde am 29. April 1930 eingeweiht. Heute befindet sich in dem Gebäude das Amtsgericht. | weitere Bilder |
| 09140200          | Geschwister-Scholl-Straße 12 (Lage)                                                                                 | Ehemaliges Hospital | | weitere Bilder |
| 09140206 Wikidata | Gubener Straße 20–22 (Lage)                                                                                         | Wohnanlage | | weitere Bilder |
| 09140207          | Hartmannsdorfer Straße 16 (Lage)                                                                                    | Krankenhaus Frauenberg | | weitere Bilder |
| 09140199          | Hauptstraße 18 (Lage)                                                                                               | Delphinen-Apotheke | | Delphinen-Apotheke |
| 09140183          | Hauptstraße 31 (Lage)                                                                                               | Mietwohnhaus | | Mietwohnhaus |
| 09140219          | L 49 (Lage) | Wegweiser, nahe der südlichen Kreisgrenze | Der Wegweiser befindet sich nördlich von Ragow im Wald. Er steht an der westlichen Seite der Straße an einem Waldweg. | weitere Bilder |
| 09140194          | Logenstraße 1–10, 14–33, Jägerstraße 1–10, Paul-Gerhardt-Straße 1–13 (Lage)                                         | Gründerzeitliches Stadterweiterungsgebiet Logenstraße, Jägerstraße, Paul-Gerhardt-Straße | | Gründerzeitliches Stadterweiterungsgebiet Logenstraße, Jägerstraße, Paul-Gerhardt-Straße |
| 09140202          | Logenstraße 4 (Lage)                                                                                                | Kindergarten „Venus“ mit Plastik und Umgebung | Das zweigeschossige langgestreckte Gebäude entstand in der zweiten Hälfte der 1950er Jahre. Vor dem Gebäude steht eine Terrakotta-Plastik, die Kinderfiguren zeigt. | weitere Bilder |
| 09140034          | Luckauer Straße, Bahnhofstraße (Lage)                                                                               | Heilanstalt, mit (nach heutiger Bezeichnung) Krankenhäusern 1, 3, 4, 7–10, Cafeteria im ehemaligen Küchengebäude, Einfriedung vor diesen genannten Häusern, Leichenhalle bei Haus 10 sowie Verwaltungsgebäude (heute Polizeiwache)                                  | Das Krankenhaus wurde zwischen 1872 und 1875 nach Plänen des Bauinspektors Pollack im neuromanischen Stil errichtet und bis 1912 nach Plänen Theodor Goeckes erweitert. Das heutige Fachkrankenhaus für Neurologie und Psychiatrie gehört seit Oktober 2006 zu Asklepios Kliniken. | weitere Bilder |
| 09140224          | Majoransheide (Lage)                                                                                                | Granittafel zum Gedenken an die Angehörigen der jüdischen Gemeinde, die hier zur letzten Ruhe gebettet wurden, nördlich von Nr. 5 | auf dem ehemaligen Jüdischer Friedhof | Granittafel zum Gedenken an die Angehörigen der jüdischen Gemeinde, die hier zur letzten Ruhe gebettet wurden, nördlich von Nr. 5 |
| 09140203          | Mehlansgasse 8–12 (Lage)                                                                                            | Siedlungswohnungsbau | | weitere Bilder |
| 09140969          | Paul-Gerhardt-Straße 2 (Lage)                                                                                       | Superintendentur | | weitere Bilder |
| 09140182          | Poststraße 9 (Lage)                                                                                                 | Mietwohnhaus | | Mietwohnhaus |
| 09140213 Wikidata | Poststraße 11, Am kleinen Hain 2 (Lage)                                                                             | Spreewald-Lichtspiele | | weitere Bilder |
| 09140223          | Puschkinstraße / Luckauer Straße (Lage)                                                                             | Gedenkstein „Den Märzgefallenen“ | | weitere Bilder |
| 09140210          | Puschkinstraße 1–3a, Luckauer Straße 4–8, Burglehnstraße 1–5 (Lage)                                                 | Siedlungswohnungsbau | Laut Inschrift ist die Siedlung im Jahre 1929 erbaut worden. | Siedlungswohnungsbau |
| 09140234 Wikidata | Reutergasse 12 (Lage)                                                                                               | Ständehaus mit Zäunen und Toren sowie Verwaltungs- und Kassengebäude der ehemaligen Hauptsparkasse der Niederlausitz mit Einfriedung | Das Gebäude wurde zwischen 1717 und 1722 für den Kommunallandtag der Niederlausitz gebaut und ist seit 1993 Sitz des Landratsamtes des Landkreises Dahme-Spreewald. | weitere Bilder |
| 09140387          | Schillerstraße 5 (Lage)                                                                                             | Mietwohnhaus | | weitere Bilder |
| 09140038          | Schillerstraße 29 (Lage)                                                                                            | Standortlazarett mit Pförtnerhaus und Einfriedung | | Standortlazarett mit Pförtnerhaus und Einfriedung |
| 09140041          | Schützenplatz 5 (Lage)                                                                                              | Mietwohnhaus | | weitere Bilder |
| 09140676          | Virchowstraße / Bergstraße (Lage)                                                                                   | Friedhofskapelle, die eisernen Grabzäune sowie die Grabmale Trüschel, Grosskopf, Herzog und von Mühlen auf dem Hauptfriedhof sowie dessen Einfriedung und Haupttor zur Virchowstraße                                                                                | | weitere Bilder |
| 09140384          | Virchowstraße 1 (Lage)                                                                                              | Mietvilla mit Nebengebäude | | weitere Bilder |
| 09140229          | Wettiner Straße 1 (Lage)                                                                                            | Bronzeplastik „Bockspringende Knaben“ | Die Skulptur auf einem Klinkersockel stellt zwei unbekleidete Jungen dar. Sie entstand im Jahr 1970 im Atelier des Bildhauers Heinz Mamat. Die Plastik steht heute auf dem Schulhof hinter der Schule. | Bronzeplastik „Bockspringende Knaben“ |
| 09140230          | Wettiner Straße 1 (Lage)                                                                                            | Bronzerelief „Maximtschuk-Relief“ | Das Relief von Heinz Mamat erinnert an den sowjetischen Soldaten Pjotr Danilowitsch Maximtschuk, der am 8. August 1965 ertrank, als er zwei deutsche Jugendliche zu retten versuchte. Das Relief befindet sich vor der Schule. | Bronzerelief „Maximtschuk-Relief“ |

### Steinkirchen(Kamjena)
| ID-Nr.   | Lage                                    | Bezeichnung | Beschreibung | Bild                                                 |
| -------- | --------------------------------------- | --- | --- | ---------------------------------------------------- |
| 09140212 | Am Neuhaus 7 (Lage)                     | Herrenhaus „Neuhaus“ | Das eingeschossige verputzte Herrenhaus „Neuhaus“ stammt aus dem Jahr 1801 und wurde im Biedermeierstil anstelle eines Vorgängerbaus errichtet. Zur Gartenseite schließt sich ein Portikus an, zur Hofseite gibt es eine Auffahrt. Das Haus steht auf einer kleinen Anhöhe und ist von Gärten umgeben. Als Architekt wird ein Schüler von Friedrich Gilly vermutet. Die Innenausstattung ist klassizistisch. Bemerkenswert ist der zentrale oktogonale Saal, der alle Etagen durchzieht und von einer Lichtkuppel abgeschlossen wird. Seit dem Ende des 20. Jahrhunderts befindet sich die Musikschule des Landkreises Dahme-Spreewald in dem auch als Schloss Neuhaus bezeichneten Bauwerk. | weitere Bilder                                       |
| 09140516 | Cottbuser Straße (Lage)                 | Meilenstein „XII Meilen bis Berlin“, Höhe Feldstraße | | Meilenstein „XII Meilen bis Berlin“, Höhe Feldstraße |
| 09140211 | Steinkirchener Dorfstraße 25, 26 (Lage) | Dorfkirche „St. Pankratius“ mit Kirchhof einschließlich des Kriegerdenkmals und der erhaltenen Abschnitte der historischen Einfriedungsmauer sowie das an den Kirchhof südlich angrenzende Gutshaus der von Trierenberg mit Nebengebäude einschließlich der Reste der straßenseitigen Einfriedung mit Eingangstorbogen | Die Dorfkirche Steinkirchen wurde in der ersten Hälfte des 13. Jahrhunderts erbaut. | weitere Bilder                                       |
| 09140221 | Steinkirchener Dorfstraße 26 (Lage)     | Grabmal der Familie Ernst von Houwald, an der Kirche | Ernst von Houwald | Grabmal der Familie Ernst von Houwald, an der Kirche |
| 09140584 | Steinkirchener Dorfstraße 34 (Lage)     | Wohnhaus mit zwei Nebengebäuden | | Wohnhaus mit zwei Nebengebäuden                      |

## Ehemalige Baudenkmale
| ID-Nr. | Lage                                     | Bezeichnung                  | Beschreibung | Bild |
| ------ | ---------------------------------------- | ---------------------------- | --- | --- |
|        | Lübben (Spreewald) Am Burglehn 12 (Lage) | Bronzestatue „Sorbenmädchen“ | Die Figurengruppe entstand im Atelier von Heinz Mamat und wurde 1968 im Vorgarten des Gasthofs Haus Burglehn aufgestellt. Die Bronzestatue wurde im Jahre 2016 aus der Liste gestrichen. | [[Vorlage:Bilderwunsch/code!/C:51.935411,13.897091!/D:Lübben (Spreewald) Am Burglehn 12, Bronzestatue „Sorbenmädchen“!/\|BW]] |